# Lichdom: Battlemage
Lichdom: Battlemage est un jeu vidéo de type action-RPG en vue subjective développé et édité par Xaviant, sorti en 2014 sur Windows, PlayStation 4 et Xbox One.

## Accueil
- Canard PC : 6/10[1]